# ششم اکتبر (شهر)
شهر ششم اکتبر (به عربی: مدینة السادس من أکتوبر) در استان جیزه در کشور مصر واقع شده‌است.
جمعیت این شهر ۱۸۳٫۸۵۹ نفر است.